# اولاد رابح
اولاد رابح (به عربی: أولاد رابح) یک شهرداری در الجزایر است که در استان جیجل واقع شده‌است. اولاد رابح ۱۰٬۱۴۲ نفر جمعیت دارد.